# Lejno
Lejno (dawn. Lino) – wieś w Polsce położona w województwie lubelskim, w powiecie parczewskim, w gminie Sosnowica.
| SIMC    | Nazwa     | Rodzaj    |
| ------- | --------- | --------- |
| 0108281 | Zamłyniec | część wsi |

W latach 1975–1998 miejscowość administracyjnie należała do województwa chełmskiego.
Wieś stanowi sołectwo w gminie Sosnowica. W skład sołectwa Lejno wchodzi także wieś Zamłyniec. Według Narodowego Spisu Powszechnego z roku 2011 wieś liczyła 149 mieszkańców.
Wierni Kościoła rzymskokatolickiego należą do parafii św. Izydora w Woli Wereszczyńskiej.

## Etymologia
Nazwa miejscowości pochodzi od apelatywu lej, leja albo lija co oznacza „deszcz ulewny” z sufiksem ~no, określając wieś, w której często pada.

## Historia
Wieś notowana w dokumentach źródłowych w roku 1564 jako „Lieyno”, jako „Leyno” w roku 1786, pod nazwą „Leyno” występuje w spisie z roku 1827. Słownik geograficzny Królestwa Polskiego używa nazw „Lejno”, „Lino”, „Lin”.
Według Słownika geograficznego Królestwa Polskiego z roku 1884 Lejno także Lin, wieś i folwark w powiecie włodawskim, gminie Wola Wereszczyńska, parafii (prawosławnej) Lejno. Posiada cerkiew parafialną dla ludności rusińskiej, szkołę początkową. W 1827 roku było tu 45 domów i 368 mieszkańców obecnie dobra Lejno mają 1458 mórg obszaru. Folwark Lin alias Lejno (z wsiami: Lejno i Zamłyniec, koloniami czynszowymu Jagodne, Bowisko, Zarowie, Zamłyniec i Daleki Kąt), podług wiadomości z roku 1866 dobra posiadały rozległość mórg 3693 w tym: grunta orne i ogrody mórg 512, łąk mórg 798. pastwisk mórg 184, lasu mórg 968, zarośli mórg 497, nieużytki i place mórg 598; rozległość powyższa jest ogólną dla folwarku, jakoteż i 5 kolonii wytworzonych. Wieś Lin posiadała wówczas osad 66, z gruntem mórg 1775, wieś Zamłyniec oaad 6, z gruntem mórg 22.
Grecko unicką cerkiew parafialną erygował Leon na Wereszozynie Wereszczyński w 1771 roku. W dobrach Lejno są jeziora: Wielkie alias Wytyckie, Głębokie, Chumeńko i Blizny połączono z sobą kanałami. Przepływa przez nie rzeka Piwonia. W pobliżu Lejna bierze początek rzeka Jedlanka, stanowiąca równie, jak i Piwonia dopływ Tyśmienicy.